# Сутенес (община)
Община Сутенес (на шведски: Sotenäs kommun) е разположена в лен Вестра Йоталанд, югозападна Швеция с обща площ 140 km2 и население 8928 души (към 31 декември 2013). Административен център на община Сутенес е град Кунгсхамн.